# Línea 504 (Ituzaingó)
La línea 504 es una línea de colectivos que presta servicios dentro del Partido de Ituzaingó, Provincia de Buenos Aires, Argentina.
Los servicios empezaron a funcionar en junio de 2013 a cargo del municipio de Ituzaingó. El día 1 de julio de 2016 comenzó a ser operada por el sector privado, a través de la Empresa Línea 216 S.A.T.

## Recorrido
- Cartel Verde: Desde Caaguazú y Spilimbergo (Ituzaingó Sur), cruce con la Ruta Provincial 21, por Caaguazú, Olivera, Gral. Pinto, Dr. Gelpi, Rondeau, Avenida Rivadavia, Estación Ituzaingó, túnel bajo nivel de la línea Sarmiento, Av. Ratti, Peredo, Zanni, Orán, Barcala, cruce con la Autopista del Oeste, Cipoletti, Julián Balbín, Las Talas, J. A. García hasta Los Cardales.